# ولادیمیر گئورگیویچ تیتوف
ولادیمیر گئورگیویچ تیتوف (به انگلیسی: Vladimir Georgiyevich Titov) فضانورد اهل کشور روسیه است که در ۱ ژانویهٔ ۱۹۴۷ در اسرتنسک زاده شد. وی در مأموریت سایوز تی-۸، سایوز تی-۱۰-۱، میر ئی‌او-۳، سایوز تی‌ام-۴، سایوز تی‌ام-۶، اس‌تی‌اس-۶۳، اس‌تی‌اس-۸۶ حضور داشته است.